# Acanthurus triostegus
Espèce
Statut de conservation UICN

 LC  : Préoccupation mineure
Le Chirurgien-bagnard (Acanthurus triostegus) est un poisson présent dans les eaux de faible profondeur de l'Indo-Pacifique. On le trouve cependant parfois jusqu'à 90 m de profondeur. Sa taille maximale connue est de 27 cm.

## Description
Il a une tenue blanche rayée de noir comme un "bagnard" : il est de couleur claire tirant sur le jaune verdâtre avec cinq barres verticales noires et une petite barre noire sur le pédoncule caudal.

## Alimentation

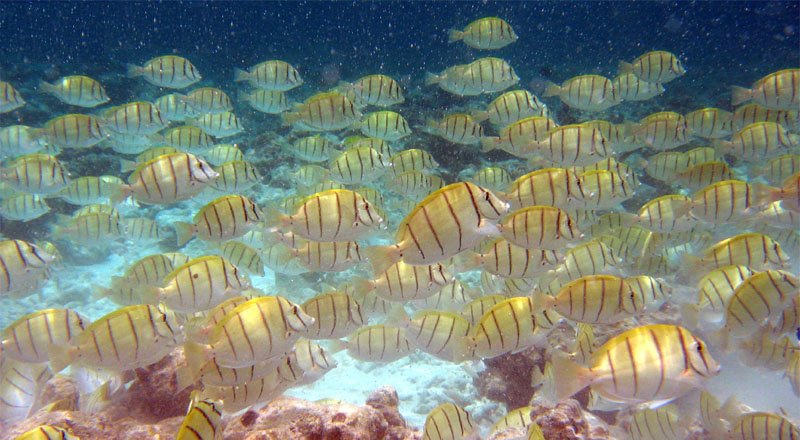

Il mange des algues filamenteuses.